# Paola Villarreal
Paola Villarreal (Ciudad de México, 5 de octubre de 1984) es una programadora autodidacta mexicana. Con análisis y visualización de datos ayudó a revertir más de 20,000 condenas por drogas con prejuicios raciales, desarrollando Data for Justice, herramienta con un mapa interactivo que compara la actividad policial en vecindarios blancos y minoritarios. En octubre de 2019 fue seleccionada como una de las 100 mujeres más influyentes en el mundo durante 2019 de la BBC.

## Trayectoria
Empezó a programar (de manera autodidacta) a los 12 años, tres años después hacía diseño de páginas web. En 2013 fue directora de Innovación Tecnológica en el Laboratorio de Innovación de la Ciudad de México, implementó un portal de datos abiertos, Data Lab.
En 2015 obtuvo una beca de la Fundación Ford y Mozilla para ser parte de American Civil Liberties Union de Massachusetts, una organización dedicada a la protección de los derechos civiles. De junio de 2017 a diciembre de 2018 fue Directora de Ingeniería de Producto en Creative Commons. Desde diciembre de 2018 es la Coordinadora de Ciencias de Datos en el Conacyt.
En agosto de 2019 presentó el Ecosistema Nacional Informático en Pro de la Búsqueda de Personas Desaparecidas, herramienta tecnológica que diseñó para que investigadoras recaben, produzcan y analicen información disponible sobre personas desaparecidas. Esta herramienta parte del convenio de colaboración entre Conacyt y la Comisión Nacional de Búsqueda.

## Reconocimientos
Por el desarrollo Data for Justice el Instituto de Tecnología de Massachusetts la incluyó en la lista de Innovadores menores de 35 Latinoamérica. Esta herramienta permite realizar un análisis narrativo y visual de un conjunto de datos, llamada ANT (Augmented Narrative Toolkit).
En 2019, Villarreal fue incluida por la BBC en su lista de 100 Mujeres más influyentes del año, edición en la que también fue reconocida la actriz mexicana Yalitza Aparicio.

## Publicaciones
- Inteligencia artificial. El nuevo cerebro electrónico. (Ariel, 2024, ISBN: 978-607-569-526-6).[10][11]